# Červenka nese smrt
Červenka nese smrt, v pozdějším českém překladu Červenka (v norském originále Rødstrupe, 2000) je detektivní román norského spisovatele Joa Nesbøho. V pořadí jde o třetí román, ve kterém jako hlavní postava figuruje detektiv Harry Hole.
V knize se prolínají údobí druhé světové války a roku 2000. Autor zde kromě kriminální zápletky nastiňuje problematiku Norů, jak se vyrovnali s válečnou minulostí. Kriminální zápletka spočívá v pátrání po neznámém odstřelovači.